# Миза (Погранична волость)
Миза (рос. Мыза) — присілок в Красногородському районі Псковської області Російської Федерації.
Населення становить 13 осіб. Входить до складу муніципального утворення Погранична волость .

## Історія
Від 2015 року входить до складу муніципального утворення Погранична волость .

## Населення
| 2001 | 2002 | 2010 |
| ---- | ---- | ---- |
| 13   | →13  | ↘3   |